# Alero's Symphony
Alero's Symphony es una película de drama musical nigeriana de 2011 dirigida por Izu Ojukwu y protagonizada por Bimbo Manuel, Ivie Okujaye y Chibuzor 'Faze' Oji. La película fue el resultado del reality show Amstel Malta Box Office 5 (AMBO 5). Recibió 4 nominaciones en la octava edición de los Premios de la Academia de Cine de África y se proyectó en las principales ciudades de Nigeria por los Premios de la Academia del Cine Africano.

## Sinopsis
Alero (Ivie Okujaye) y su gemelo nacieron en una respetable familia de clase alta. Se espera que asista a la Facultad de Derecho tras graduarse con honores. Sin que sus padres lo sepan, su verdadero deseo es cantar. Su familia decide irse de vacaciones para reavivar los lazos familiares. En la isla, conoce a Lovechild (Faze), quien resulta ser un talentoso pero pobre camarero, el cual la ayudará a realizar su sueño de cantar.

## Elenco
- Ivie Okujaye como Alero
- Chibuzor Oji como Lovechild
- Jibola Dabo
- Manuel Bimbo
- Víctor Olaitán
- Carol King
- Frederick Leonard
- Timi Richards

## Recepción
Nollywood Reinvented le otorgó una calificación del 43% y elogió su originalidad e historia, sin embargo, criticó la actuación de Faze y concluyó diciendo: "Es la primera película de Izu Ojukwu que no adoro en absoluto. Me hicieron esperar mucho tiempo para ver la película, pero en retrospectiva, desearía haber usado ese tiempo para algo más fructífero. No es absolutamente terrible, pero no está a la altura del estándar del cineasta ".

## Reconocimientos
| Premio                                      | Categoría                | Nominado     | Resultado |
| ------------------------------------------- | ------------------------ | ------------ | --------- |
| Academia de Cine de África (Octava edición) | Mejor película nigeriana | Izu Chukwu   | Nominado  |
| Academia de Cine de África (Octava edición) | Mejor banda sonora       | Faze         | Ganador   |
| Academia de Cine de África (Octava edición) | Actriz más prometedora   | Ivie Okujaye | Ganador   |
| Academia de Cine de África (Octava edición) | Mejor edición            |              | Nominado  |